# درة بنت أبي سلمة
درة بنت أبي سلمة، صحابية، وربيبة النبي محمد، وهي ابنة الصحابي أبو سلمة، وأمها أم المؤمنين أم سلمة.

## نسبها
وهي: دُرّة بنت أبي سلمة بن عبد الأسد القرشيّة المخزوميّة، وقيل اسمها رقية، حيث قالت أمينة عمر الخراط: «وأما درة بنت أبي سلمة، وربيبة النبي صلى الله عليه وسلم فيذكر الرواة لها اسماً ثانيًا وهو رقية.»، وهي ربيبة رسول الله، وأمها أم المؤمنين أم سلمة هند بنت أبي أمية، وأبوها أبو سلمة بن عبد الأسد، وهو صحابي من السابقين إلى الإسلام، وأخوانها هم: سلمة، وعمر، ومحمّد، أخواتها هم: زينب، وأم كلثوم بنت أبي سلمةأ. وليس لدرة عقب.

## سيرتها
إنها معروفة عند أهل العلم بالسِّيَر والخبر والحديث في بنات أم سلمة ربائب النبي، وقد ورثت من أمّها العلم والفضل، حتى قيل: إنّها كانت أفقه نساء عصرها، وقد روت الكثير من الأخبار والسِير، حيث كانت مشهورة بمعرفتها للأخبار والسِير. ولا عقب لها.
عن عِرَاك بن مالك؛ أن زينب بنت أبي سلمة أخبرته أن أم حبيبة قالت لرسول الله: «إنا قد تَحَدَّثنا أنك ناكح دُرَّة بنت أبي سلمة»، فقال رسول الله: «أَعَلَىَ أَمِّ سَلَمَةَ، لَوْ أَنِّي لَمْ أَنْكِحْ أَمَّ سَلَمَةَ لَمَّا حَلَّتْ لِي، إِنَّ أَبَاهَا أَخِي مِنَ الْرِّضَاعَةِ».